# Dean Jones
Dean Carroll Jones (ur. 25 stycznia 1931 w Decatur, zm. 1 września 2015 w Los Angeles) – amerykański aktor filmowy.

## Filmografia

### Seriale TV
- 1954 – 1990: Disneyland jako Mark Garrison (gościnnie)
- 1959 – 1973: Bonanza jako Danny Kidd (gościnnie)
- 1962 – 1964: Ensign O’Toole jako chorąży O’Toole
- 1964: Prawo Burke’a
- 1982: Herbie, the Love Bug jako Jim Douglas

### Filmy
- 1957: Więzienny rock (Jailhouse Rock) jako Teddy Talbot
- 1968: Kochany Chrabąszcz (The Love Bug) jako Jim Douglas
- 1977: Chrabąszcz jedzie do Monte Carlo (Herbie Goes to Monte Carlo) jako Jim Douglas
- 1992: Beethoven jako doktor Varnick
- 1994: Dzieje Apostolskie (The Visual Bible: Acts) jako Łukasz
- 1994: Stan zagrożenia (Clear and Present Danger) jako sędzia

## Dubbing
- 1994 – 1995: Beethoven jako George Newton (głos)
- 1996: Jonny Quest: The New Adventures jako doktor Karel (głos)
- 1996: Prawdziwe przygody Jonny’ego Questa jako doktor Karel (głos)

## Życie prywatne
W 1954 roku ożenił się z Mae Entwisle, z którą miał dwoje dzieci. Para ogłosiła rozwód w 1970 roku. 
Od 2 czerwca 1973 roku był związany z Lory Patrick, z którą miał jedno dziecko.